# Tragopan temminckii
Il tragopano di Temminck (Tragopan temminckii (J. E. Gray, 1831)) è un uccello galliforme della famiglia dei Fasianidi.

## Descrizione

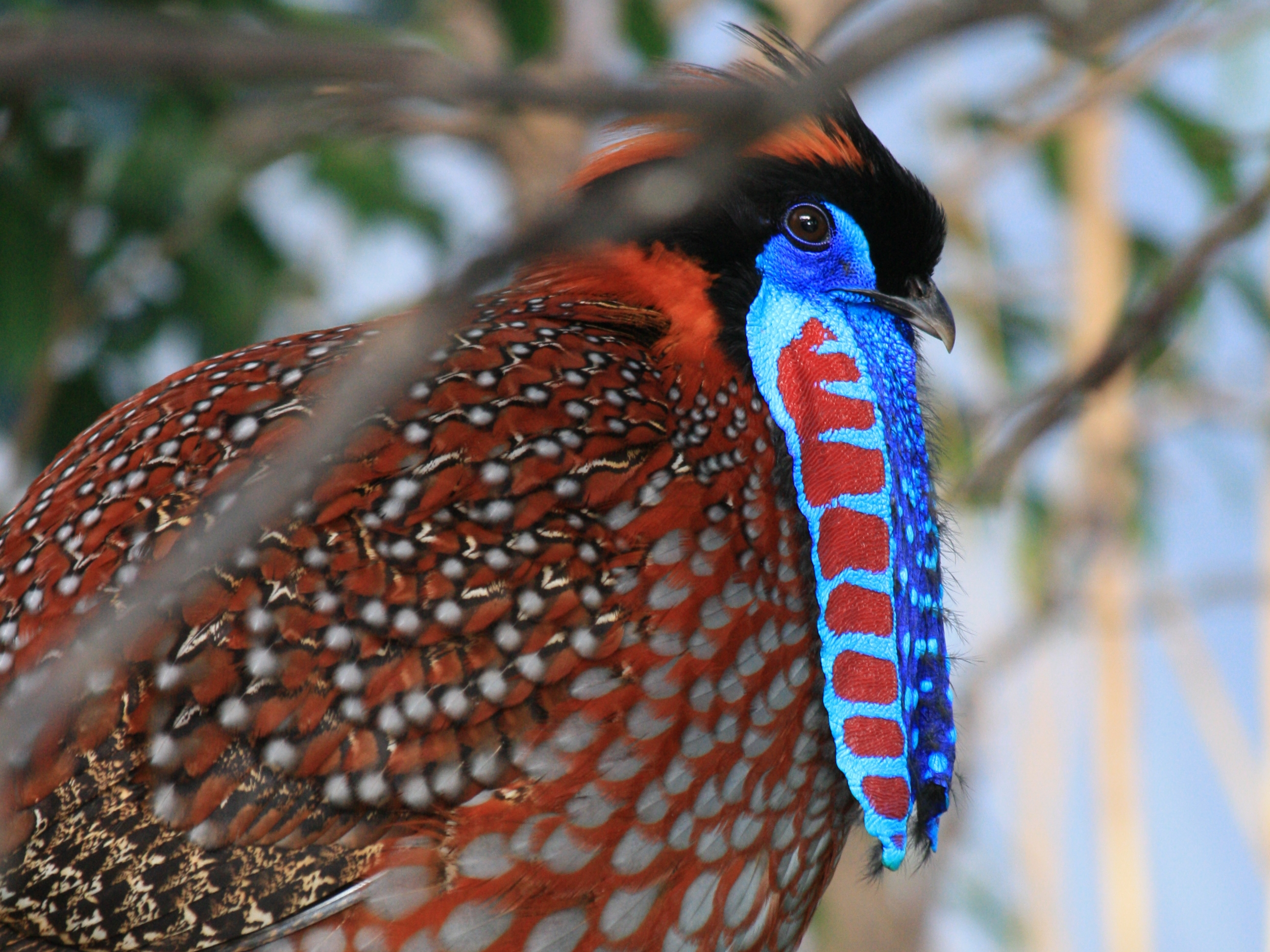
Un maschio mentre mastra la sua sacca golare colorata, allo zoo di Praga

### Dimensioni
Il maschio misura 64 cm di lunghezza, per un peso di 1362-1447 g; la femmina 58 cm per 907-1021 g di peso.

### Aspetto
Il maschio è ornato con colori stravaganti e la sua colorazione generale ricorda molto quella del tragopano satiro: la cresta, il collo e il dorso sono rossi con dei punti grigi cerchiati di nero. La coda è parzialmente beige con una fascia terminale nera. Le regioni inferiori sono di colore rosso, costellate da macchie rotonde grigie. Il mento e la pelle nuda della faccia sono di colore blu vivo, con una caruncola blu scuro. Infine, il resto della testa, direttamente in contatto con il collo, è nero.
La femmina esibisce un misto di tinte nere, marroni e grigie più discrete che forniscono un eccellente camuffamento.

## Biologia

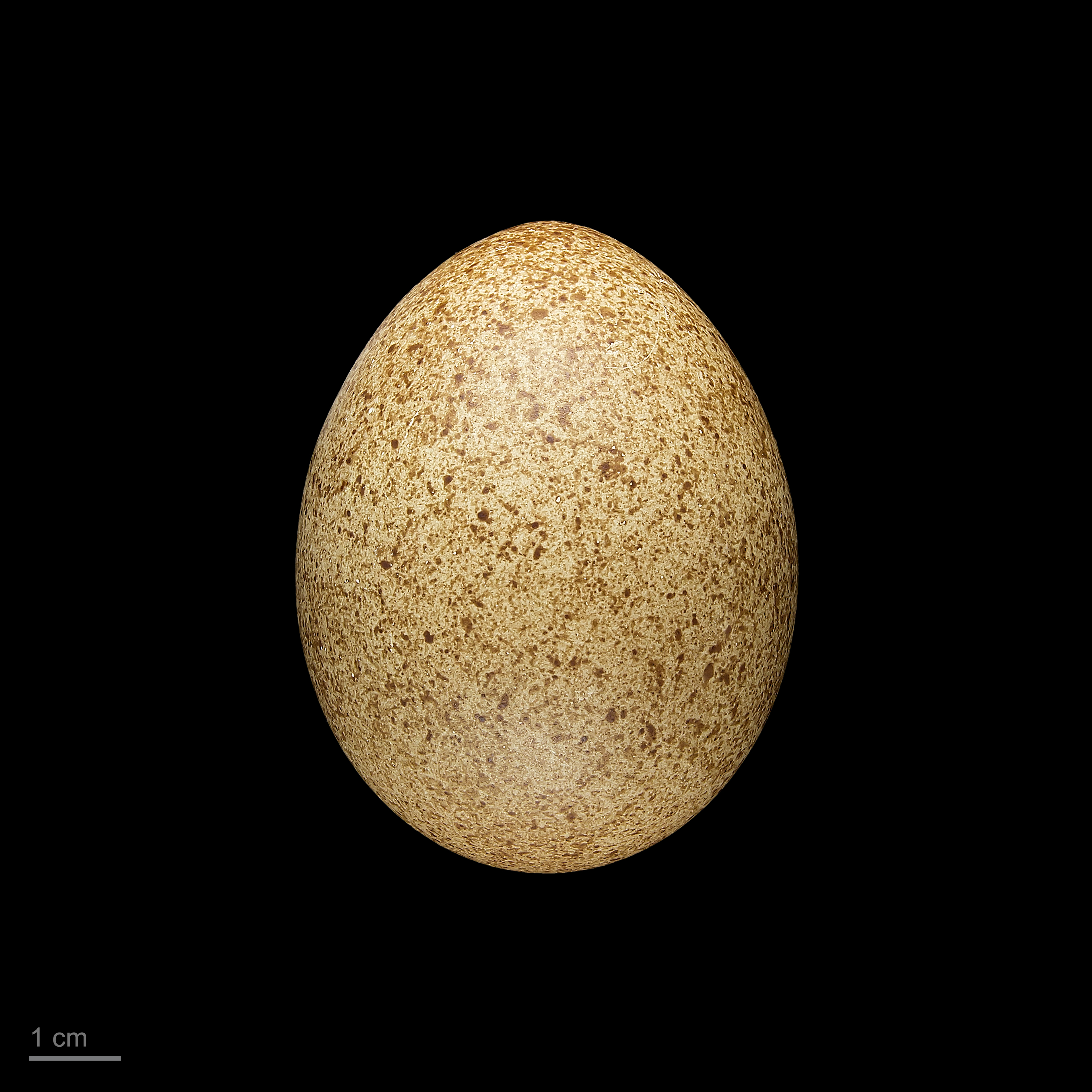
Tragopan temminckii

In natura, i tragopani sono uccelli molto riservati che trascorrono abitualmente le giornate a nascondersi tra il fogliame degli alberi. Vivono da soli o in coppia. Come quelle del tragopano satiro, le parate dei maschi di questa specie sono note per la loro grande complessità. Le popolazioni di tragopano di Temminck sono in declino a causa della degradazione dell'habitat per lo sfruttamento del legname. Sono anche cacciati per le loro piume.

### Alimentazione
In natura, il tragopano di Temminck ha una dieta molto varia. È un onnivoro che si nutre prevalentemente di sostanze vegetali: gemme, germogli e foglie di bambù, frutta, in particolare di ghiande, bacche e semi; completa la sua dieta mangiando insetti durante la stagione della nidificazione.

### Riproduzione
Il nido è situato generalmente su un albero. Si tratta spesso del nido abbandonato di un'altra specie che l'uccello si accontenta di ristrutturare. Quando la femmina ha individuato una struttura adeguata, la fodera con foglie e ramoscelli e vi depone la propria covata. Quest'ultima è costituita da 3 a 5 uova la cui incubazione dura tra 28 e 30 giorni.

## Distribuzione e habitat
Endemico del Sud-est asiatico, questo uccello è diffuso dall'Arunachal Pradesh, stato dell'India nord-orientale, ad ovest, fino alle regioni settentrionali del Myanmar e del Tonchino (Vietnam), ad est, e alla Cina centrale, a nord. In quest'ultimo paese, la sua presenza è stata segnalata in Tibet, Yunnan, Sichuan, Guangxi, Guizhou, Gansu, Shaanxi, Hubei e Hunan. Come tutti i tragopani, frequenta le foreste di altitudine e i grandi massicci montuosi fino a 4000 metri. Ha una forte preferenza per alcune essenze, soprattutto per i boschetti di bambù e di rododendri che sono una costante e un elemento essenziale del suo habitat. È inoltre comune lungo i corsi d'acqua e i torrenti d'alta quota, a bordo dei quali crescono in abbondanza felci e germogli vegetali. All'interno del suo areale, il tragopano di Temminck occupa aree con temperature comprese tra i 5 e i 25 °C. Predilige zone che ricevono un apporto di pioggia annuo che varia generalmente tra i 200 e i 250 centimetri.